# Bob Brenly

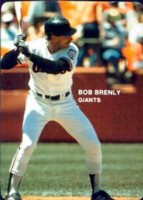
Bob Brenly a punto de batear.

Robert Earl Brenly (n. 25 de febrero de 1954 en Coshocton, Ohio) es un receptor y mánager en las Grandes Ligas de Béisbol. Actualmente se desempeña como locutor.
Luego de una carrera en las grandes ligas, casi entera con los San Francisco Giants de 1981 a 1989, Brenly trabajo como entrenador bajo la dirección del mánager Dusty Baker. Al finalizar la temporada 2000, le fue encomendada la dirección de los Arizona Diamondbacks, llevando el equipo hasta ganar la Serie Mundial en su primer año como mánager. El equipo repitió como vencedor de la división oeste de su liga en 2002, pero en 2004 cayó al último puesto de su división, lo que condujo al reemplazo de Brenly. Más adelante trabajó como comentarista deportivo para la cadena Fox donde trabajó entre 1996 y 2000. Actualmente se desempeña como comentarista de los Chicago Cubs dentro del estadio.

## Estadísticas de bateo
| Año  | Equipo | Juegos | VB  | C  | H   | JR | CE | P     |
| ---- | ------ | ------ | --- | -- | --- | -- | -- | ----- |
| 1981 | SFG    | 19     | 45  | 5  | 15  | 1  | 4  | 0,333 |
| 1982 | SFG    | 65     | 180 | 26 | 51  | 4  | 15 | 0,283 |
| 1983 | SFG    | 104    | 281 | 36 | 63  | 7  | 34 | 0,224 |
| 1984 | SFG    | 145    | 506 | 74 | 147 | 20 | 80 | 0,291 |
| 1985 | SFG    | 133    | 440 | 41 | 97  | 19 | 56 | 0,220 |
| 1986 | SFG    | 149    | 472 | 60 | 116 | 16 | 62 | 0,246 |
| 1987 | SFG    | 123    | 375 | 55 | 100 | 18 | 51 | 0,267 |
| 1988 | SFG    | 73     | 206 | 13 | 39  | 5  | 22 | 0,189 |
| 1989 | TOR    | 48     | 88  | 9  | 15  | 1  | 6  | 0,170 |

| VB | Veces al bate      | C  | Carreras          |
| H  | Hits               | JR | Jonrones          |
| CE | Carreras empujadas | P  | Promedio de bateo |

- Datos: Q2907595
- Multimedia: Bob Brenly / Q2907595